# АЭС Фукусима-1
Фукуси́ма-1 (яп. 福島第一原子力発電所 Фукусима дай-ити гэнсирёку хацудэнсё) (произношениео файле), или «Фукусима-дайити» (Fukushima Daiichi) — атомная электростанция, расположенная в городе Окума уезда Футаба префектуры Фукусима. Получила мировую известность после аварии, произошедшей в марте 2011 года. До аварии её шесть энергоблоков мощностью 4,7 ГВт делали Фукусиму-1 одной из 25 крупнейших атомных электростанций во всём мире. Фукусима-1 — первая АЭС, построенная и эксплуатируемая Токийской энергетической компанией (TEPCO).
В декабре 2013 года станция была официально закрыта. На территории станции продолжаются работы по ликвидации последствий аварии.
Проект разработан компанией General Electric (США), реакторы построены General Electric, Toshiba и Hitachi.
Расположенная в 11,5 км к югу АЭС Фукусима-2 также эксплуатируется компанией TEPCO.
Бывший директор АЭС — Масао Ёсида (1955—2013).

## Энергоблоки
Реакторные установки для первого, второго и шестого энергоблоков были сооружены американской корпорацией General Electric, для третьего и пятого — Toshiba, для четвёртого — Hitachi. Все шесть реакторов спроектированы компанией General Electric. Архитектурное проектирование для энергоблоков General Electric выполнила компания Ebasco, все строительные конструкции возвела японская строительная компания Kajima Corporation.
| Энергоблок          | Тип реакторов | Мощность | Мощность | Начало строительства   | Энергетический пуск    | Ввод в эксплуатацию    | Закрытие               |
| Энергоблок          | Тип реакторов | Чистый   | Брутто   | Начало строительства   | Энергетический пуск    | Ввод в эксплуатацию    | Закрытие               |
| ------------------- | ------------- | -------- | -------- | ---------------------- | ---------------------- | ---------------------- | ---------------------- |
| Фукусима I-1        | BWR-3         | 439 МВт  | 460 МВт  | 25.07.1967             | 17.11.1970             | 26.03.1971             | 19.05.2011             |
| Фукусима I-2        | BWR-4         | 760 МВт  | 784 МВт  | 09.06.1969             | 24.12.1973             | 18.07.1974             | 19.05.2011             |
| Фукусима I-3        | BWR-4         | 760 МВт  | 784 МВт  | 28.12.1970             | 26.10.1974             | 27.03.1976             | 19.05.2011             |
| Фукусима I-4        | BWR-4         | 760 МВт  | 784 МВт  | 12.02.1973             | 24.02.1978             | 12.10.1978             | 19.05.2011             |
| Фукусима I-5        | BWR-4         | 760 МВт  | 784 МВт  | 22.05.1972             | 22.09.1977             | 18.04.1978             | 17.12.2013             |
| Фукусима I-6        | BWR-5         | 1067 МВт | 1100 МВт | 26.10.1973             | 04.05.1979             | 24.10.1979             | 17.12.2013             |
| Фукусима I-7 (план) | ABWR          | 1339 МВт | 1380 МВт | Планы отменены 04.2011 | Планы отменены 04.2011 | Планы отменены 04.2011 | Планы отменены 04.2011 |
| Фукусима I-8 (план) | ABWR          | 1339 МВт | 1380 МВт | Планы отменены 04.2011 | Планы отменены 04.2011 | Планы отменены 04.2011 | Планы отменены 04.2011 |

## Подключение к сети
Фукусима-1 подключена к сети четырьмя линиями электропередач:
- 66 кВ ЛЭП Йономори
- 275 кВ ЛЭП Окума
- 275 кВ ЛЭП Окума
- 500 кВ ЛЭП Футаба

Фукусима-1 относится к сегменту сети с частотой 50 Гц.

## Авария на АЭС Фукусима
11 марта 2011 года в результате сильнейшего за время наблюдения землетрясения в Японии на АЭС произошла радиационная авария с локальными последствиями, по заявлению японских авторитетных лиц — 4-го уровня по шкале INES в момент начала аварии. Впоследствии степень тяжести аварии была повышена до 5 уровня (18 марта, авария с широкими последствиями), а затем до 7 уровня (12 апреля, крупная авария) по шкале INES.
Из-за сильного землетрясения недалеко от атомной электростанции «Фукусима-1» все работающие энергоблоки были остановлены срабатыванием аварийной защиты, все аварийные системы сработали в штатном режиме. Спустя час прибрежные здания и сооружения энергоблоков 1—4 были залиты водой цунами, поднявшейся на 4 метра выше уровня океана. В результате, морской водой были залиты основные устройства электроснабжения реакторов 1—4. Так же были залиты водой и резервные устройства электроснабжения — дизель-генераторы — реакторов 1—4. Электроснабжение необходимо для охлаждения остановленных реакторов, которые активно выделяют тепло в течение длительного времени после остановки.

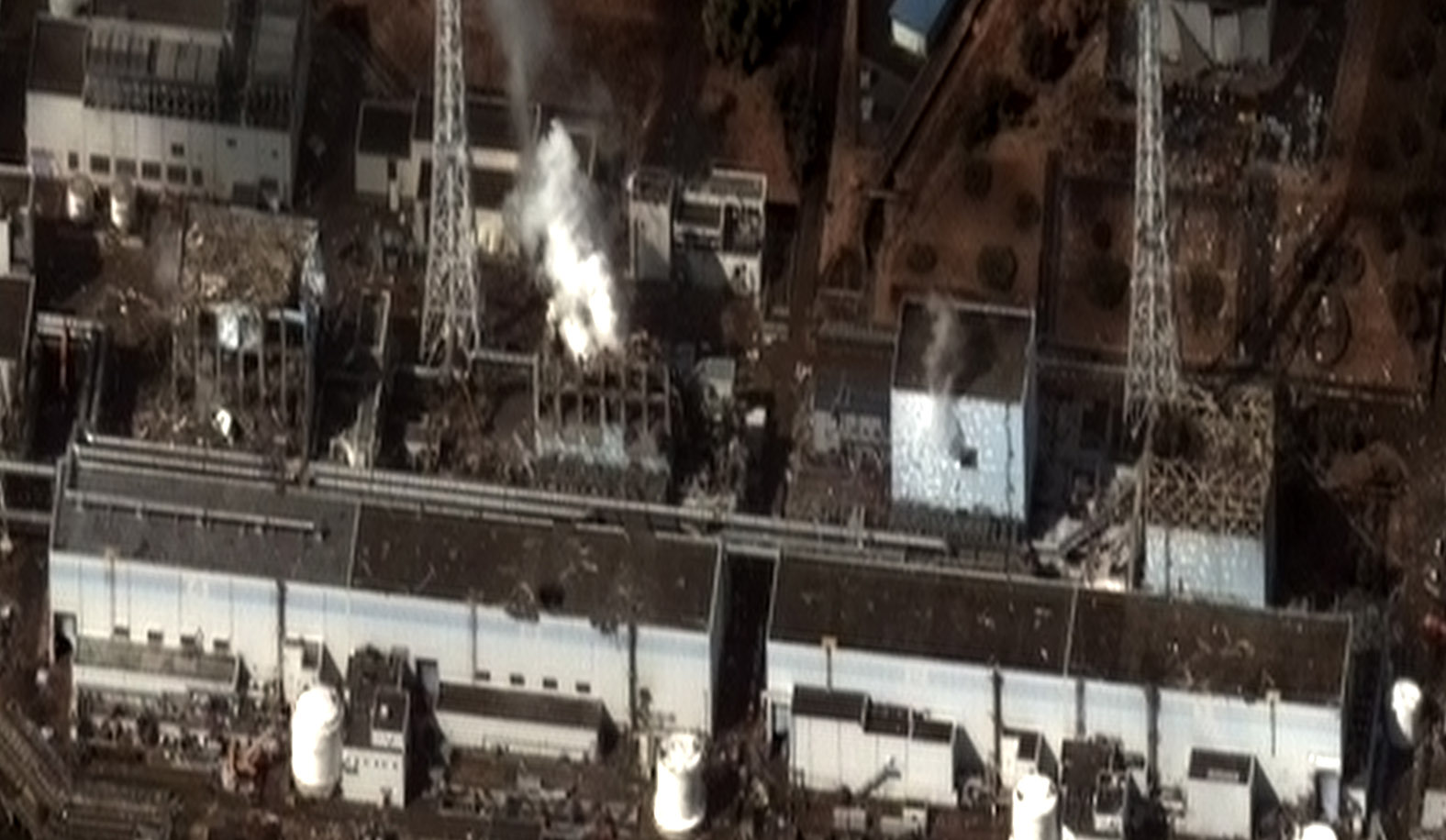
Разрушения на атомной станции «Фукусима-1» на 16 марта 2011 года

Прекращение снабжения электричеством насосов системы охлаждения привело к полному разрушению активной зоны реакторов 1, 2 и 3. Здания энергоблоков 1, 2 и 3 частично обрушились, произошел значительный выброс радиоактивных материалов в окружающую среду.
Из реактора 4 на момент аварии топливо было выгружено. Сразу после отключения резервных дизель-генераторов владелец станции компания TEPCO заявила правительству Японии об аварийной ситуации.
По состоянию на 2015 год ликвидация последствий аварии всё ещё продолжается. Японские инженеры-ядерщики оценивают, что приведение объекта в стабильное, безопасное состояние может потребовать до 40 лет.
По планам компании ТЕРСО, со временем над блоками 1, 3 и 4 должны появиться защитные бетонные саркофаги, которые будут препятствовать утечкам радиации в атмосферу.
В начале августа 2013 года стало известно, что на АЭС «Фукусима» радиоактивная вода начала переливаться через подземные барьеры. Информацию об этом распространила компания-оператор станции Tokyo Electric Power. Вокруг энергоблоков станции после аварии было возведено сразу несколько хранилищ. Однако к августу 2013 года почти все они оказались заполнены, что грозит обернуться новой экологической катастрофой.
Окружной суд Токио 17 марта 2018 года постановил, что правительство Японии и оператор АЭС Фукусима-1 Tokyo Electric Power (TEPCO) несут ответственность за аварию на электростанции, и обязал их выплатить истцам 59 млн японских иен (около 558 тыс. долларов США).
13 января 2023 года генсек Кабинета министров Японии анонсировал сброс 1 млн тонн загрязненной воды из АЭС «Фукусима-1» в океан весной или летом 2023 года.
9 августа 2023 года Китай и Россия направили в Японию технические запросы, ставящие под сомнение план по сбросу радиоактивной воды с АЭС "Фукусима" в море, который предлагалось немедленно остановить и обсудить все возможные варианты безопасного удаления радиоактивных веществ.